# Liste der Biografien/Macn
Liste der Biografien |
Portal Biografien |
Personensuche
# |
A |
B |
C |
D |
E |
F |
G |
H |
I |
J |
K |
L |
M |
N |
O |
P |
Q |
R |
S |
T |
U |
V |
W |
X |
Y |
Z |
?
 
Ma |
Mb |
Mc |
Md |
Me |
Mf |
Mg |
Mh |
Mi |
Mj |
Mk |
Ml |
Mm |
Mn |
Mo |
Mp |
Mq |
Mr |
Ms |
Mt |
Mu |
Mv |
Mw |
Mx |
My |
Mz
 
Maa |
Mab |
Mac |
Mad |
Mae |
Maf |
Mag |
Mah |
Mai |
Maj |
Mak |
Mal |
Mam |
Man |
Mao |
Map |
Maq |
Mar |
Mas |
Mat |
Mau |
Mav |
Maw |
Max |
May |
Maz
 
Maca |
Macb |
Macc |
Macd |
Mace |
Macf |
Macg |
Mach |
Maci |
Mack |
Macl |
Macm |
Macn |
Maco |
Macp |
Macq |
Macr |
Macs |
Mact |
Macu |
Macv |
Macw |
Macy |
Macz
Die Liste der Biografien führt alle Personen auf, die in der deutschsprachigen Wikipedia einen Artikel haben. Dieses ist eine Teilliste mit 41 Einträgen von Personen, deren Namen mit den Buchstaben „Macn“ beginnt.

## Macn

### Macna
- MacNabb, James (1901–1990), britischer Ruderer
- Macnaghten, Edward, Baron Macnaghten (1830–1913), britischer Jurist und Politiker, Mitglied des House of Commons
- Macnaghten, Francis (1763–1843), britischer Richter am Obersten Gerichtshof in Madras und Bengalen
- Macnaghten, Melville (1853–1921), britischer Polizeipräsident
- Macnaghten, William (1793–1841), britischer Kolonialbeamter und Diplomat
- MacNamara, G. Allan (1894–1976), kanadisch-amerikanischer Eisenbahnmanager
- MacNaught, John (1904–1984), kanadischer Politiker und Rechtsanwalt
- MacNaughton, Ian (1925–2002), britischer Fernseh-, Musical-, Opern- und Theaterregisseur und Schauspieler
- MacNaughton, Lukas (* 1995), kanadischer Fußballspieler
- Macnaughton, Mavis (1911–1958), irische Badmintonspielerin
- MacNaughton, Robert (* 1966), US-amerikanischer Filmschauspieler

### Macne
- MacNeal, Catherine, Schauspielerin
- MacNeal, Maggie (* 1950), niederländische Sängerin
- Macnee, Daniel (1806–1882), schottischer Porträtmaler
- Macnee, Patrick (1922–2015), britisch-US-amerikanischer Schauspieler und HörspielsprecherPatrick Macnee (1922–2015)

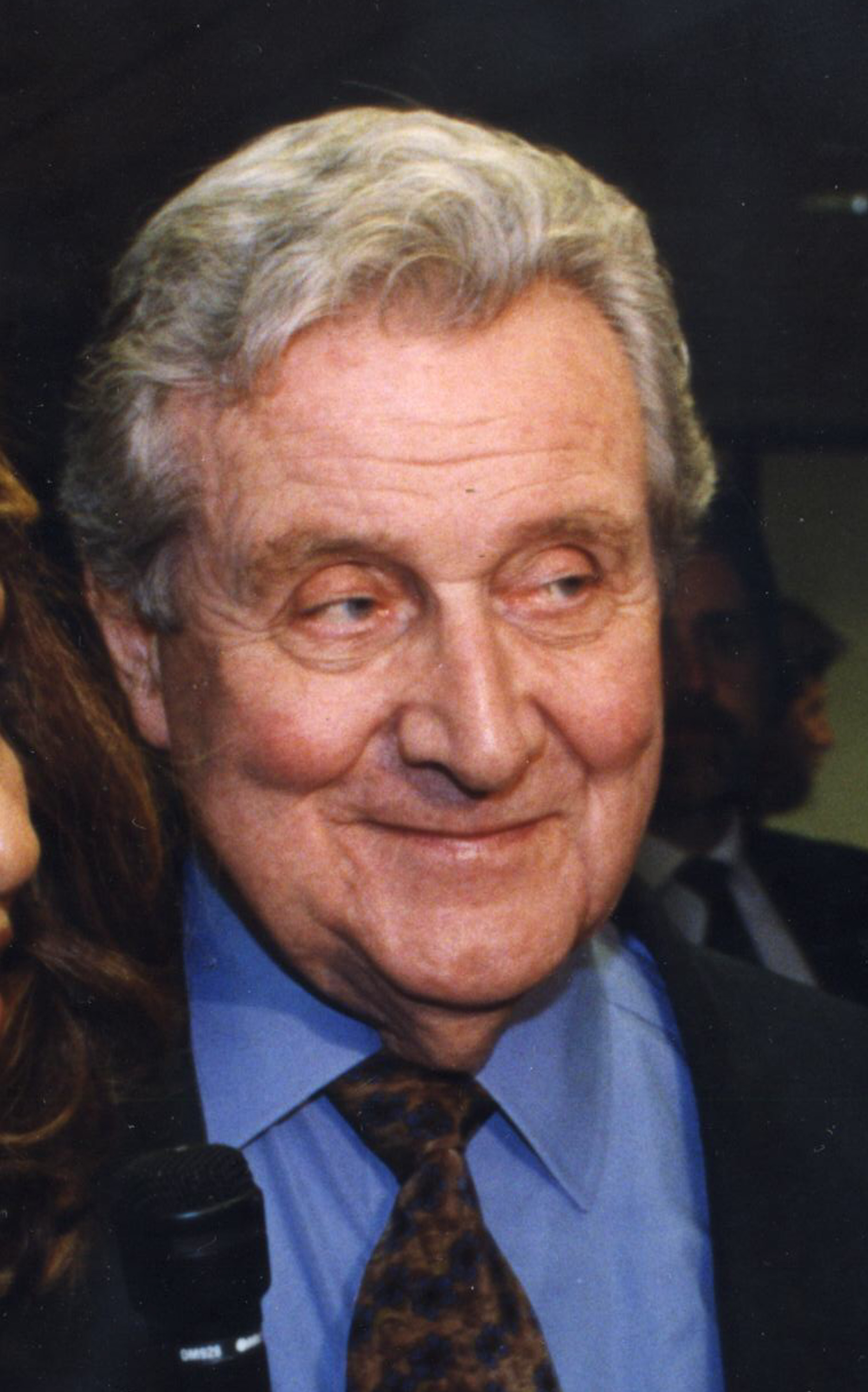
Patrick Macnee (1922–2015)

- MacNeice, Louis (1907–1963), nordirischer Schriftsteller
- MacNeil, Al (1935–2025), kanadischer Eishockeyspieler, -trainer und -funktionär
- MacNeil, Angus (* 1970), schottischer Politiker
- MacNeil, Carol Brooks (1871–1944), US-amerikanische Bildhauerin und Malerin
- MacNeil, Cooper (* 1992), US-amerikanischer Autorennfahrer
- MacNeil, Cornell (1922–2011), US-amerikanischer Opernsänger (Bariton)
- MacNeil, Hermon Atkins (1866–1947), US-amerikanischer Bildhauer
- MacNeil, Joseph Neil (1924–2018), kanadischer Geistlicher, römisch-katholischer Erzbischof von Edmonton
- MacNeil, Laine (* 1996), kanadische Schauspielerin
- MacNeil, Michael (* 1958), schottischer Keyboarder und Gründungsmitglied der Rockband Simple Minds
- MacNeil, Rita (1944–2013), kanadische Folk- und Country-Sängerin
- MacNeil, Robert (1931–2024), kanadisch-amerikanischer Fernsehmoderator
- Macneil, Sarah (* 1955), australische anglikanische Bischöfin
- MacNeill, Dick (1898–1963), niederländischer Fußballtorhüter
- MacNeill, Eoin (1867–1945), irischer Politiker
- MacNeill, Garrett (* 1981), kanadisch-irischer Eishockeyspieler
- MacNeill, Peter, kanadischer Schauspieler
- MacNeille, Tress (* 1951), US-amerikanische Synchronsprecherin
- MacNelly, Jeff (1947–2000), US-amerikanischer Comiczeichner und Karikaturist
- MacNevin, Josh (* 1977), kanadischer Eishockeyspieler

### Macni
- MacNicol, Elizabeth (1869–1904), schottische Malerin
- MacNicol, Peter (* 1954), US-amerikanischer SchauspielerPeter MacNicol (* 1954)

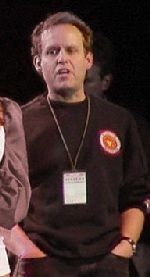
Peter MacNicol (* 1954)

- MacNicoll, Alexander (* 1990), US-amerikanischer Schauspieler
- MacNider, William de B. (1881–1951), US-amerikanischer Arzt und Pharmakologe

### Macnu
- MacNutt, Howard (1859–1926), US-amerikanischer Bahai und Jünger Abdu’l Bahas
- MacNutt, Walter (1910–1996), kanadischer Organist, Komponist, Chorleiter und Musikpädagoge